# Gordon L. McDonough
Gordon Leo McDonough (ur. 2 stycznia 1895 w Buffalo, zm. 25 czerwca 1968 w Bethesda) – amerykański polityk, członek Partii Republikańskiej.

## Działalność polityczna
W okresie od 3 stycznia 1945 do 3 stycznia 1963 przez dziewięć kadencji był przedstawicielem 15. okręgu wyborczego w stanie Kalifornia w Izbie Reprezentantów Stanów Zjednoczonych.